# Miltochrista duopunctata
Miltochrista duopunctata är en fjärilsart som beskrevs av Semper 1899. Miltochrista duopunctata ingår i släktet Miltochrista och familjen björnspinnare. Inga underarter finns listade i Catalogue of Life.